# 1844 en science
| Années de la science : 1841 - 1842 - 1843 - 1844 - 1845 - 1846 - 1847    |
| Décennies de la science : 1810 - 1820 - 1830 - 1840 - 1850 - 1860 - 1870 |

Cet article présente les faits marquants de l'année 1844 en science.

## Événements
- 24 mai : l'inventeur américain Samuel Morse établit la première liaison télégraphique américaine entre Washington et Baltimore[1]. Le Congrès a débloqué 30 000 dollars pour le construire.

grand pingouin par John James Audubon.

- 3 juin : extinction du grand pingouin. Les deux derniers survivants connus sont tués sur l'îlot rocheux d'Eldey, en Islande[2].
- 15 juin : Charles Goodyear fait breveter la vulcanisation du caoutchouc aux États-Unis[3].
- 1er août : ouverture du jardin zoologique de Berlin[4].
- 10 août : l'astronome allemand Friedrich Wilhelm Bessel rédige une lettre destinée à John Herschel, publiée dans les Monthly Notices of the Royal Astronomical Society intitulée On the Variations of the Proper Motions of Procyon and Sirius. Il y rapporte sa découverte d'un mouvement irrégulier de Sirius et de Procyon, qu’il interprète comme l'effet de l'attraction de corps situés à proximité pas encore visibles[5].
- 30 octobre : le chimiste suédois Gustaf Erik Pasch fait breveter une allumette de sûreté utilisant du phosphore rouge[6],[7].
- 30 novembre : le mécanicien belge Égide Walschaerts obtient un brevet pour un système de distribution par coulisse pour locomotive à vapeur qui porte son nom (la distribution Walschaerts)[8].
- 11 décembre : le dentiste Horace Wells expérimente la propriété anesthésique du protoxyde d'azote[9].

- Le biologiste suisse Rudolph Albert von Kölliker, expose dans un mémoire sur le développement de céphalopodes sa découverte que l’œuf est une cellule et que toutes les cellules d’un organisme sont produites par l’œuf lui-même[10].
- Le ruthénium est isolé par le chimiste russe Karl Klaus[11].

## Publications

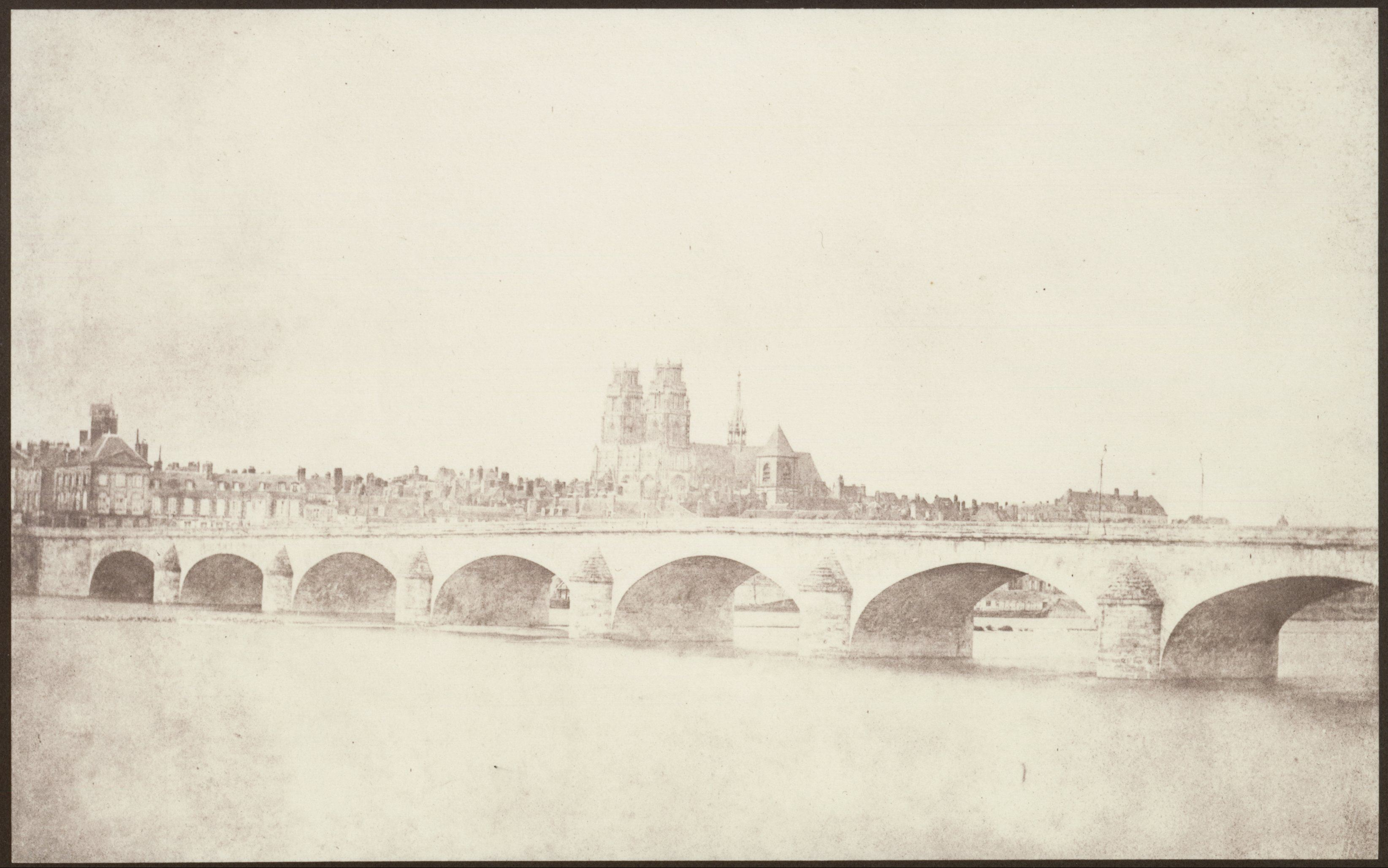
Le pont d'Orléans, photographie publiée dans le Crayon de la nature de Talbot.

- Robert Chambers : Vestiges of the Natural History of Creation (anonyme). Il propose une théorie de l'évolution.
- George Robert Gray : Genera of Birds.
- William Grove : On the Correlation of Physical Forces, premier compte rendu complet sur la conservation de l'énergie.
- Joseph Dalton Hooker : The Botany of the Antarctic Voyage (1844-1859).
- William Henry Fox Talbot : The Pencil of Nature, premier livre illustré de photographies (six fascicules de juin 1844 à avril 1846).
- Gabriel Valentin : Lehrbuch der Physiologie des Menschen. Il décrit les propriétés digestive du suc pancréatique[12].

## Prix
- Médailles de la Royal Society
  - Médaille Copley : Carlo Matteucci
  - Médaille royale : George Boole et Thomas Andrews

- Médailles de la Geological Society of London
  - Médaille Wollaston : William Conybeare

## Naissances

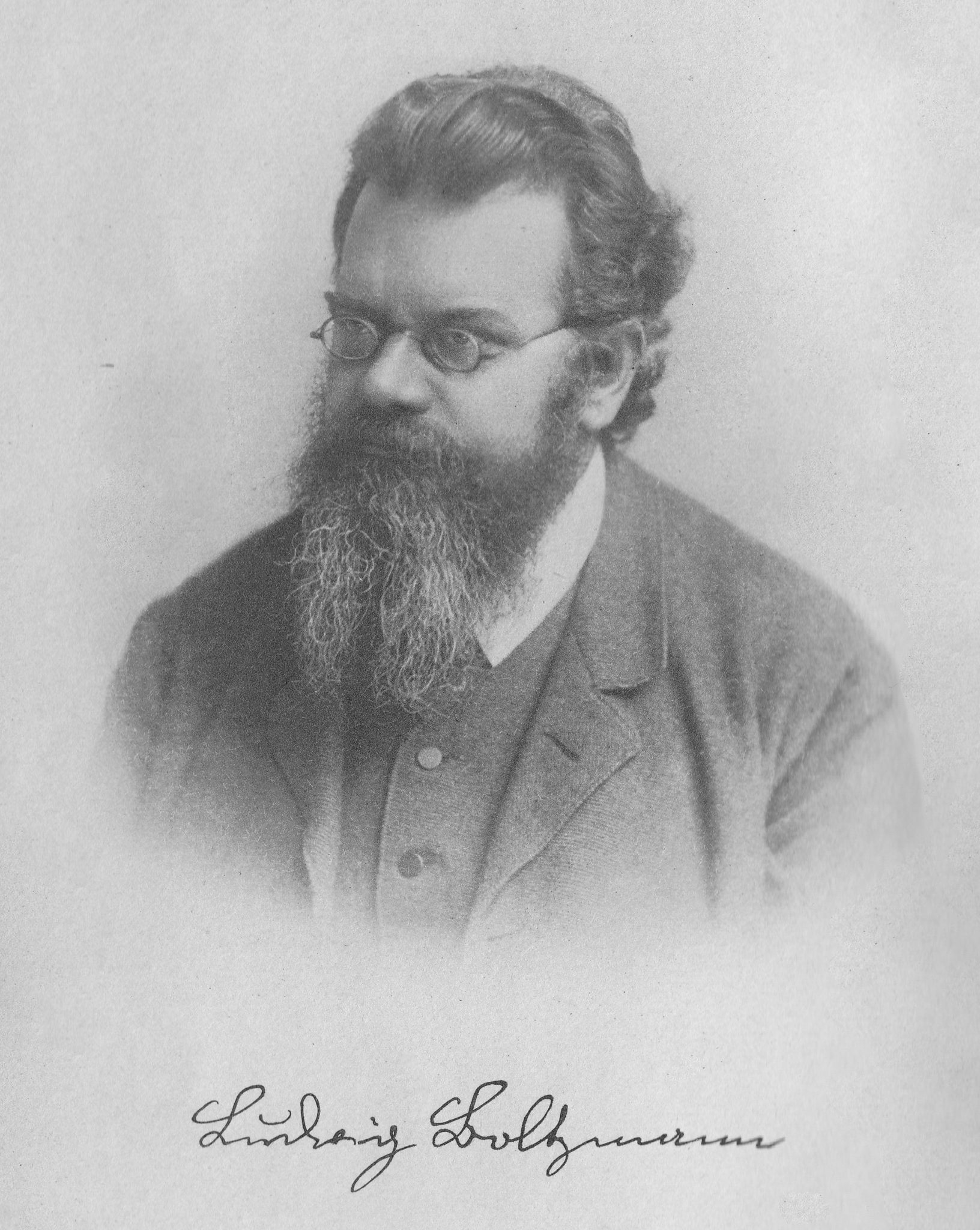
Ludwig Boltzmann

- 20 février : Ludwig Boltzmann (mort en 1906), physicien autrichien.

- 15 mars : Ferdinand Hurter (mort en 1898), industriel de la chimie suisse.
- 25 mars : Adolf Engler (mort en 1930), botaniste allemand.

- 7 mai : Armand Landrin (mort en 1912), géologue et ethnologue français.

- 3 juin : Paul Mansion (mort en 1919), mathématicien et historien des sciences belge.
- 11 juin : William Robert Brooks (mort en 1922), astronome américain.

- 3 août : Marcel Dieulafoy (mort en 1920), archéologue français.
- 7 août : Auguste Michel-Lévy (mort en 1911), géologue et minéralogiste français.
- 13 août : Friedrich Miescher (mort en 1895), biologiste suisse.

- 11 septembre : Henry Alleyne Nicholson (mort en 1899), paléontologue et zoologiste britannique.

- 3 octobre : Patrick Manson (mort en 1922), médecin britannique.
- 23 octobre : Édouard Branly (mort en 1940), physicien et médecin français, pionnier de la télégraphie sans fil.

- Paul Guillaume Farges (mort en 1912), missionnaire et botaniste français.

## Décès

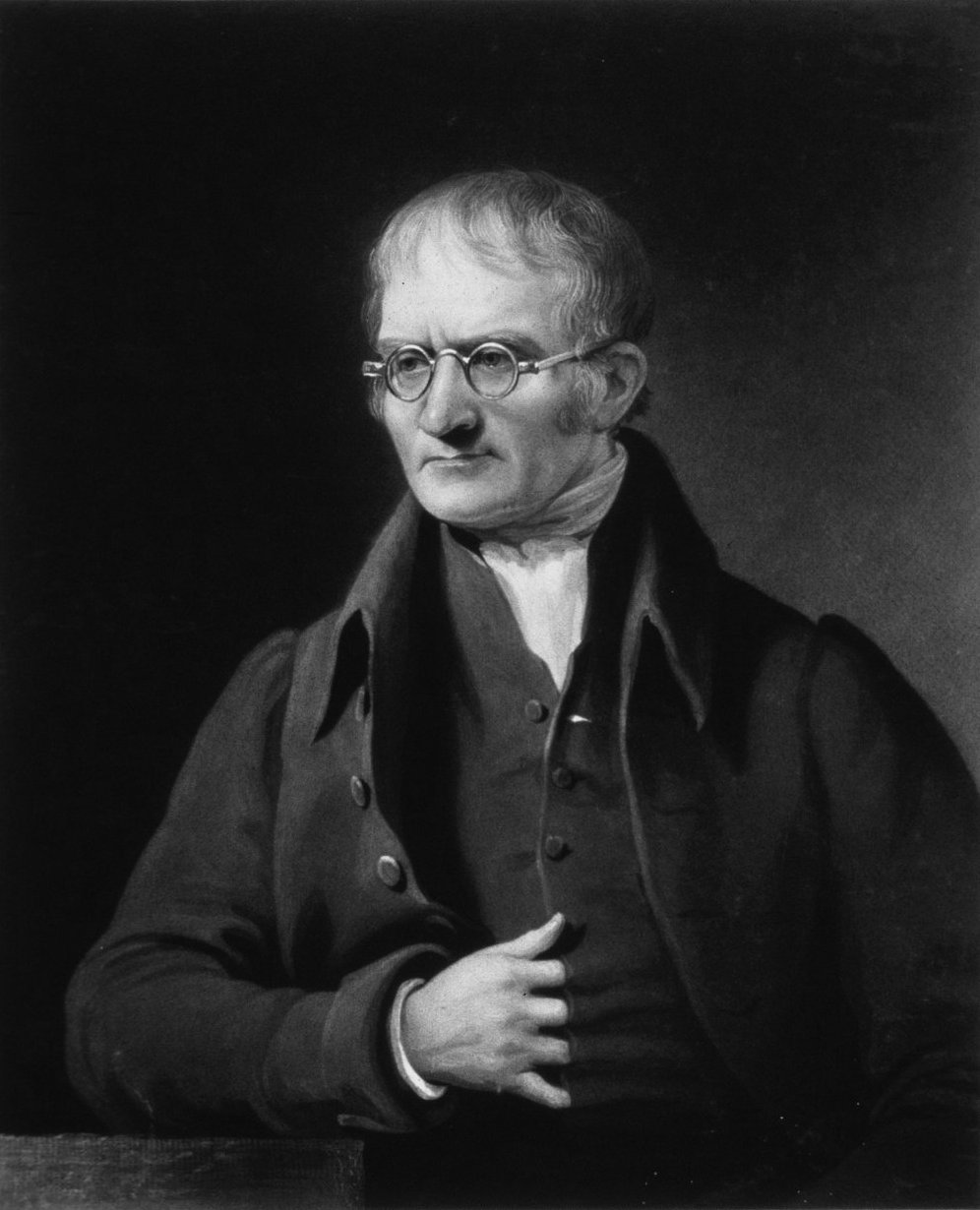
John Dalton

- 15 avril : Vittorio Fossombroni (né en 1754), mathématicien, ingénieur, économiste, homme d'État et intellectuel italien.
- 13 juin : Thomas Charles Hope (né en 1766), physicien et chimiste écossais.
- 19 juin : Étienne Geoffroy Saint-Hilaire (né en 1772), naturaliste français.
- 27 juillet : John Dalton (né en 1766), chimiste et physicien britannique.
- 2 août : Jean-Pierre-Joseph d'Arcet (né en 1777), chimiste français.
- 23 août : Edme-Jean Baptiste Bouillon-Lagrange (né en 1764), chimiste et pharmacien français.
- 30 août : Francis Baily (né en 1774), astronome anglais.
- 19 octobre : Jean Nicolas Houzeau-Muiron (né en 1801), pharmacien et fabricant de produits chimiques français.
- 25 octobre : Heinrich Cotta (né en 1763), scientifique allemand, spécialiste de sylviculture.
- 21 novembre : Philipp Emanuel von Fellenberg (né en 1771), pédagogue et agronome suisse.
- 26 novembre : Joseph Charles Bailly (né en 1777), minéralogiste français.
- 17 décembre : Franz Wilhelm Sieber (né en 1789), botaniste allemand.
- 23 décembre : Georg, comte de Münster (né en 1776), paléontologue allemand.